# Necó I
Necó I o Menjeperra-Nekau (672 aC. - 664 aC.) era el governador de la ciutat egípcia de Sais. Com a sobirà local Saita de la dinastia XXVI d'Egipte, el regnat de Necó va ser de vuit anys, segons Manetó.

## Biografia
Necó probablement era el germà de Nekauba, i el fill de Tafnajt II. El seu fill, Psamètic I va reunificar Egipte.
A Necó se'l coneix principalment per documents assiris però també està confirmat en un document egipci contemporani del seu regnat. Va ser instaurat oficialment a Sais per Assurbanipal al voltant de 670 aC., com aliat d'Assíria, encara que ell ja governava a Egipte com a sobirà local abans d'aquest esdeveniment.
Segons els registres històrics, Necó va ser assassinat el 664 aC. per un exèrcit invasor Kushita, sota Tanutamon. La invasió dels Nubis del delta del Nil va ser immediatament repel·lida pels assiris que van avançar cap al sud per conquerir l'Alt Egipte i saquejar Tebes.
El nom de Necó I està gravat en una estela donant una ofrena en el segon any de regnat (publicat per Olivier Perdu el 2002). L'estela registra una donació de terres a la tríada d'Osiris de Per-Hebyt (el modern Behbeit el-Hagar, a prop de Sebennitos) pel «sacerdot d'Isis, amant d'Hebyt, gran cap... fill d'Iuput, Akanosh». L'estela és molt semblant en estil, contingut i epigrafia a l'estela del donatiu del 8è any de Shepsesra-Tafnajt.
Això suggereix que Shepsesra-Tafnajt era Tafnajt II i un personatge diferent del famós gran cap occidental Tafnajt, oposat a Piankhi. Shepsesra-Tafnajt, hauria estat un predecessor relativament recent de Necó I, el Stefinates registrat a l'epítom de Manetó. Perdu exposa de forma convincent que els dos reis saites predecessors de Necó I, a saber Stefinates i Nejepsos (o Nekauba) del text de Manetó, pertanyen al començament de la dinastia vint-i-sisena o Saita.

## Testimonis de la seva època
- Estàtua oferent del faraó Necó I, (Museu Brooklyn)
- Estela de donació de terres (Perdu)
- Petita estàtua amb el seu nom [enregistrat | gravat] al dors, UC14869 (Museu Petrie)